# Jeanne de Laval (1433–1498)

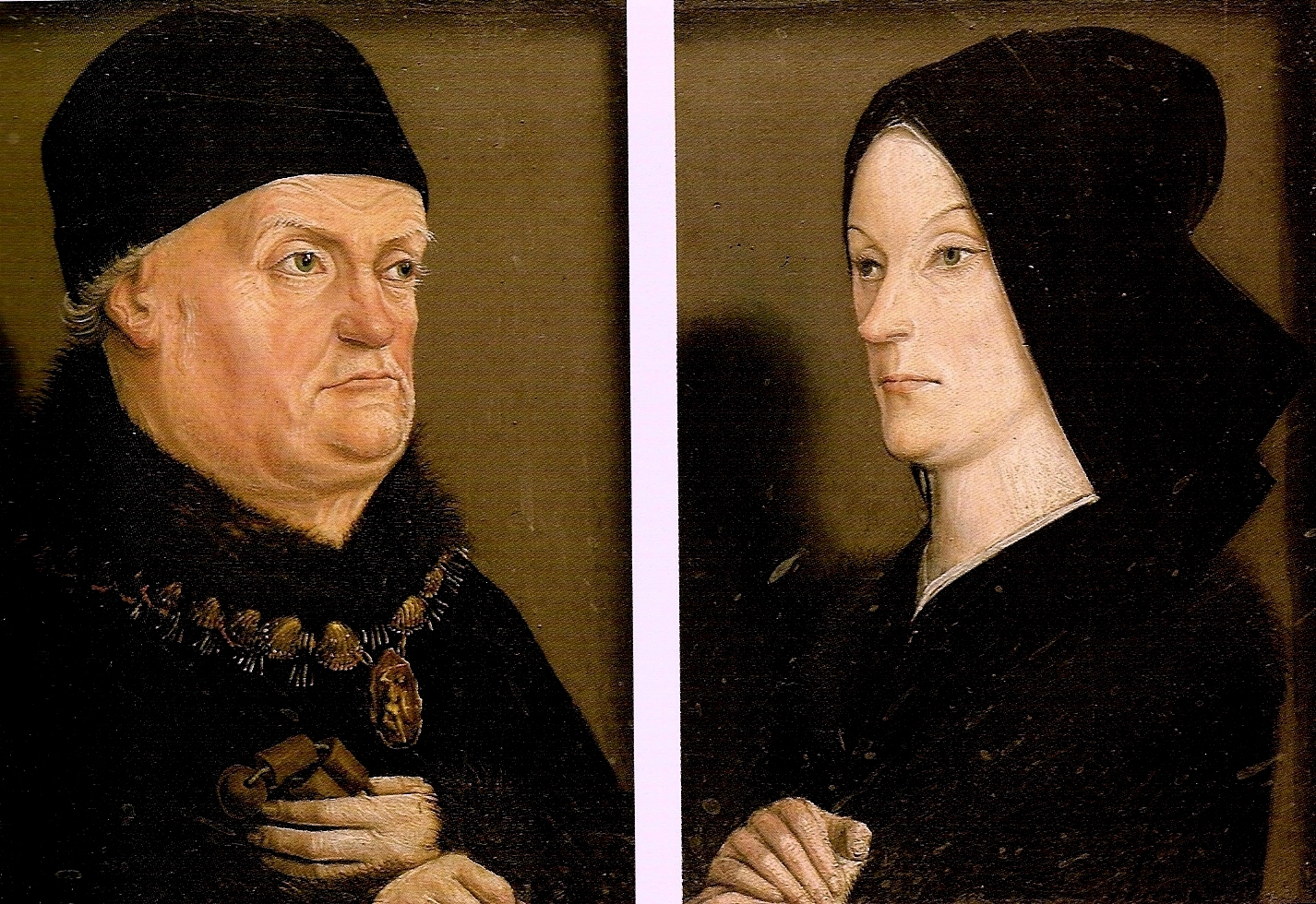
König René und seine zweite Frau, Jeanne de Laval. Nicolas Froment, um 1475. (Paris, Musée du Louvre)

Jeanne de Laval (* 1433 in Auray; † 1498) war eine französische Adlige und die Tochter von Guy XIV. de Laval und Isabelle de Bretagne. Ihre Brüder sind Guy XV. de Laval und Pierre de Laval, der 1473 Erzbischof von Reims werden sollte. Sie wurde am 10. September 1454 in Angers mit dem 24 Jahre älteren und verwitweten René I. von Anjou verheiratet.

## Leben
Der Ehevertrag wurde am 3. September 1454 unterzeichnet, die Ehe am 10. September im Kloster Saint-Nicolas geschlossen. Das Paar lebte drei Jahre auf verschiedenen Schlössern in der Umgebend von Angers und Saumur, bevor es 1457 in die Provence umzog. 1462 kehrten Jeanne und René ins Anjou zurück und ließen sich 1469 endgültig in der Provence nieder. Die Ehe blieb kinderlos.
Sowohl in Aix-en-Provence als auch in Angers führten Jeanne und René einen von Kunst und Wissenschaft geprägten Hof. Le poème Regnauld et Jeanneton war ein Gedicht, das René zu ihren Ehren verfasste. Nicolas Froment malte das Paar für ein Triptychon für die Kathedrale von Aix-en-Provence. Darüber hinaus ist sie mit René auf einem Tableau dargestellt, wie sie einer Predigt Maria Magdalenas zuhört. Das Tableau befindet sich im Musée national du Moyen Âge im Hôtel Cluny in Paris. Das Cabinet des médailles der Bibliothèque nationale de France besitzt zwei Medaillen aus dem Jahr 1462, die sie und René abbilden. Eine Miniatur zeigt sie im Kreis ihrer Hofdamen in der französischen Version des Manuskripts Pèlerinage de la vie humaine (Bibliothèque de l’Arsenal). Monumente zu ihren Ehren stehen in Beaufort (1842), Les Rosiers-sur-Loire (1875) und Tarascon.
René starb 1480 und hinterließ seiner Ehefrau enorme Einkünfte im Anjou, der Provence und im Barrois. Sie behielt den Nießbrauch an der Grafschaft Beaufort und der Herrschaft Mirebeau (die sie gegen die Baronie Aubagne tauschte), und residierte abwechselnd in Saumur und auf ihrem Schloss in Beaufort-en-Vallée, wo sie 1498 starb. Sie wurde in der Minoritenkirche in Angers bestattet.